# Vero Volley Monza
A Unione Sportiva Pro Victoria Pallavolo Monza é um clube de voleibol feminino italiano fundado em 1981, cuja sede é na cidade de Monza.

## História
O clube foi fundada em 1981  com auxílio de alguns educadores que atuavam na Igreja de San Biagio situada em Monza, inicialmente com o foco nas atividades juvenis, cujas equipes disputavam campeonatos regionais, inicialmente com departamento do naipe masculino, poucos anos depois o naipe feminino.
No setor feminino a Sub 18 Vero Vôlei Anita Estetica conquistou o título provincial e alcançou a histórica meta da Final Four regional. O Sub 16 Vero Volley Monza é campeão provincial da categoria. Entre as equipes masculinas, a Pro Victoria Verde terminou em segundo lugar no Troféu Brianza Sub 16. Um resultado importante também para a primeira equipe da Série B1 feminina, a Saugella Team Monza : depois de um confronto emocionante com o eterno rival Ornavasso , Monza concluiu a temporada regular em segundo lugar, saindo nas quartas de final dos playoffs de promoção.
Em diversas situações de dificuldades econômicas,  a partir do ano de 2002 houve uma reformulação corporativa que proporcionou em curto prazo a equipe disputar a Série B2 no naipe feminino, pela primeira vez na jornada 2006-07, depois 2007-08 e na de 2008-09, sendo nesta que realizou a segunda melhor campanha da edição e venceu os play-offs alcançando a promoção a Série B1.
Após quatro temporadas consecutivas na Série B1 (terceira divisão), nas temporadas 2009-10 e 2010-11 não avançou a a fase final, já no período de 2011-12 eliminado nas quartas de final e finalmente na jornada 2012-13  terminou em primeiro a fase classificatória e venceu a fase final sendo promovido a Série A2.
No ano 2013-14 disputou seu primeiro campeonato profissional, na Série A2, disputou a promoção na Série A1 , sendo derrotado na final e repetindo o feito na temporada 2014-15, já no período 2015-16 terminou em terceiro na fase classificatória e venceu a fase final o Trentino Rosa, obtendo assim a promoção à primeira divisão, estreando na elite na jornada 2016-17 e sendo eliminado nas oitavas de final.
Em 2017-18 disputou pela primeira vez a Copa da Itália, sendo semifinalista, como a quinta posição na Liga A1 Italiana , promovendo a Challenge Cup 2018-19, e conquistou o titulo ao derrotar Aydın BB na final, e nesta temporada foi semifinalista na Liga A1 e avançou até as quartas de finais da Copa Itália.
Na temporada 2020-21 participa pela primeira vez da Supercopa da Itália, sendo eliminado nas quartas de final, foi semifinalista na Copa Itália, também novamente semifinalista na Liga A1, e obteve e conquista a Copa CEV.Em 2021-22 disputa a Liga dos Campeões da Europa.

## Títulos

### Competições Nacionais
- Campeonato Italiano: 0

- Supercoppa Italiana: 0

### Competições Internacionais
- CEV Champions League: 0
- Copa CEV: 1

2020-21
- Challenge Cup: 1

2018-19